# بوبي كابس
بوبي كابس (بالإنجليزية: Bobby Capps)‏ هو مغني أمريكي، ولد في 20 يناير 1945. وهو مغني روك جنوبي وعازف لوحة المفاتيح، وهو عضو في فرقة الروك الجنوبي 38 سبيشال، حيث عزف فيها منذ عام 1991. قام أيضًا بتشكيل ثنائي EvansCapps مع إيان إيفانز من لينرد سكينرد، وأصدر الثنائي ألبوم Last Time في عام 2005، والذي تم إصداره عبر علامة Rock Ridge، وانتهت الشراكة بوفاة إيفانز بالسرطان عام 1999. 
اشترك كابس مع كريس هندرسون من 3 دورز داون بإنشاء استوديو مشترك يسمى Rivergate في هندرسونفيل في تينيسي. نشر كابس مع ثري دورز داون أغنية In the Blink of an Eye في عام 2019 للفيلم الوثائقي Blink of an Eye للمخرج بول توبليب. 

## وصلات خارجية
- بوبي كابس على موقع ميوزك برينز (الإنجليزية)
- بوبي كابس على موقع أول ميوزيك (الإنجليزية)
- بوبي كابس على موقع ديسكوغز (الإنجليزية)